# فرنسيسكو بينيا (عازف قيثارة)
فرنسيسكو بينيا (بالإسبانية: Paco Peña)‏ (و. 1942  م) هو عازف قيثارة، وأستاذ جامعي، وعازف الإيتار الكلاسيكي إسباني، ولد في قرطبة، يستخدم آلات قيثارة.

## روابط خارجية
- فرنسيسكو بينيا على موقع ميوزك برينز (الإنجليزية)
- فرنسيسكو بينيا على موقع أول ميوزيك (الإنجليزية)
- فرنسيسكو بينيا على موقع ديسكوغز (الإنجليزية)